# Piera
Piera este o localitate în Spania în comunitatea Catalonia în provincia Barcelona. În 2006 avea o populație de 12.951 locuitori cu o suprafață de 57,11 km 2.

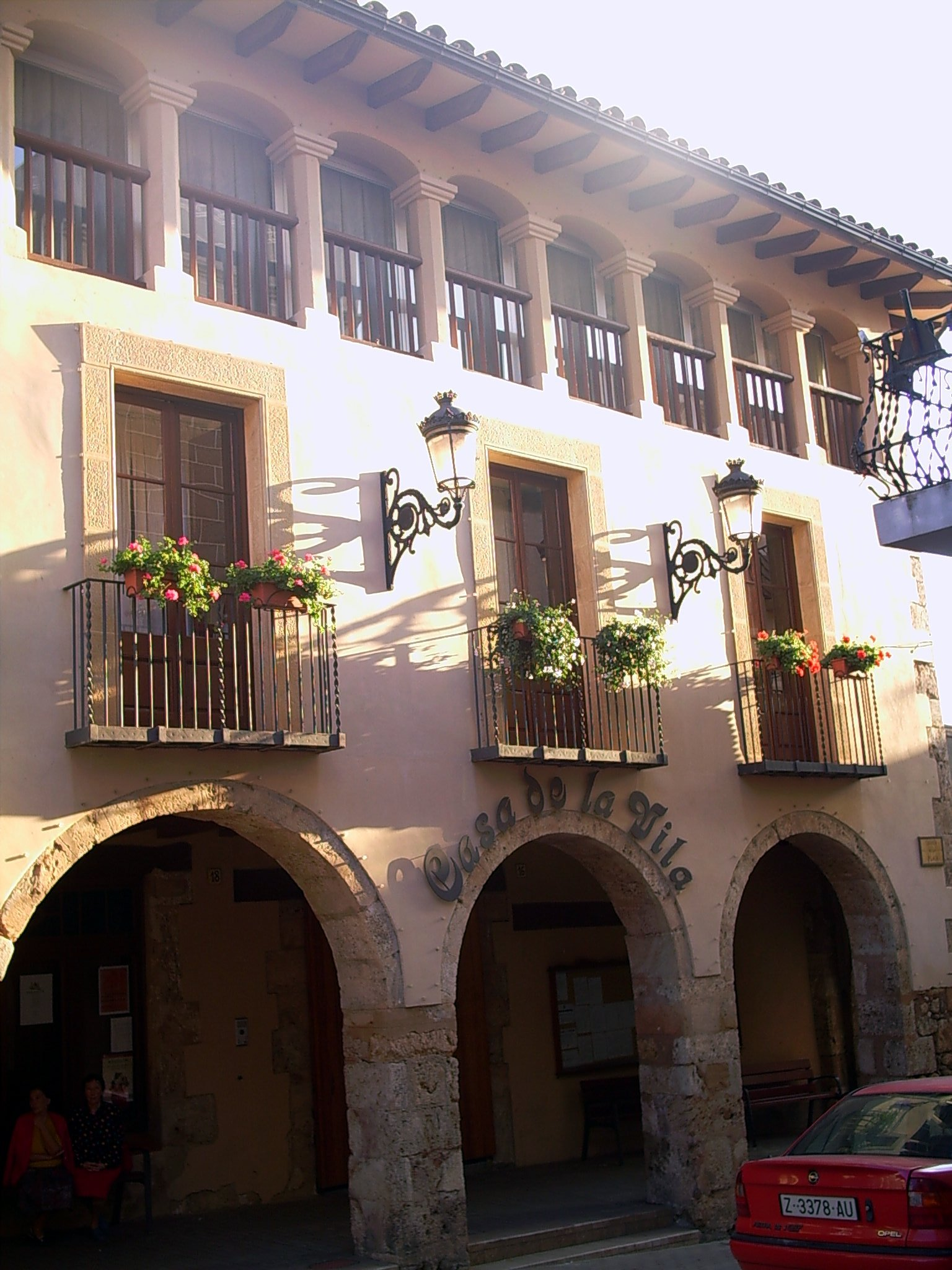
Primăria din Piera

1. ↑  Nomenclátor Geográfico de Municipios y Entidades de Población (20240402 edition)
2. ↑   http://www.idescat.cat/pub/?id=aec&n=925&t=2016 Lipsește sau este vid: |title= (ajutor)